# Duhaldea simmonsii
Duhaldea simmonsii là một loài thực vật có hoa trong họ Cúc. Loài này được (C.B.Clarke) Anderb. mô tả khoa học đầu tiên năm 1991.